# Liga Nacional de Fútsal Bolivia 2022
La Liga Nacional de Fútsal de Bolivia 2022 fue la sexta versión de la Liga Nacional de Fútbol de salón de Bolivia organizada esta gestión por la Federación Boliviana de Fútbol.

## Temporada 2022
La Liga Nacional De Fútsal en Bolivia tendrá 16 clubes participantes y se dividirá en dos fases. La primera fase con 4 grupos de 4 equipos y luego la fase de play-offs.
El campeón clasificará a la Copa Libertadores de Fútbol Sala 2023.

## Ascenso/Descenso 2021
El equipo paceño de Adutoys de la Paz logró el ascenso a la Liga Nacional de Futsal, mientras que Wolf Sport de La Paz y Joyas Sport ganaron sus respectivos ascensos/descensos indirectos

## Equipos participantes
| Equipo                            | Ciudad         | Temp | Coliseo                 | Capacidad |
| --------------------------------- | -------------- | ---- | ----------------------- | --------- |
| Proyecto Latin Cross              | La Paz         | 6    | Julio Borelli Viteritto | 7.500     |
| Club Wolf Sport                   | La Paz         | 5    | Julio Borelli Viteritto | 7.500     |
| Club Adutoys                      | La Paz         | 1    | Julio Borelli Viteritto | 7.500     |
| Cooperativa Rural de Electricidad | Santa Cruz     | 6    | Gilberto Pareja         | -         |
| Universitario                     | Chuquisaca     | 5    | Jorge Revilla Aldana    | -         |
| Club Deportivo Lizondo            | Chuquisaca     | 5    | Jorge Revilla Aldana    | -         |
| Club Antofagasta                  | Chuquisaca     | 3    | Jorge Revilla Aldana    | -         |
| Club Nantes Oscar Sánchez         | Tarija         | 6    | Los Chapacos            |           |
| San Martin de Porres              | Tarija         | 3    | Los Chapacos            |           |
| Club Deportivo Prensa             | Tarija Yacuiba | 4    | Margot Quevedo          | -         |
| Petrolero                         | Tarija Yacuiba | 2    | Margot Quevedo          |           |
| Wilstermann - Víctor Muriel       | Cochabamba     | 6    | Evo Morales             | -         |
| Deportivo Concepción              | Potosí         | 6    | Ciudad de Potosí        | 10.000    |
| Joyas Sport                       | Pando          | 4    | Alfredo Huary           | -         |
| Fantasmas Morales Moralitos       | Oruro          | 4    | Eduardo Leclere Polo    | 15.000    |
| Agua Santa                        | Oruro          | 2    | Eduardo Leclere Polo    | 15.000    |

- Datos desde la temporada 2016-17

## Fase de grupos
Los equipos se dividen en 4 grupos de 4 equipos, la primera fase se jugarán en a partidos de ida y vuelta y los 2 mejores equipos de cada grupo acceden a la ronda eliminatoaira. 
Los dos grupos están divididos de la siguiente manera:

#### Grupo A
| Pos. | Equipos              | PJ | PG | PE | PP | GF | GC | Dif. | Pts. |
| ---- | -------------------- | -- | -- | -- | -- | -- | -- | ---- | ---- |
| 1.   | San Martín (Tarija)  | 6  | 5  | 1  | 0  | 23 | 15 | +8   | 16   |
| 2.   | Victor Muriel (Cbba) | 6  | 3  | 1  | 2  | 22 | 17 | +5   | 10   |
| 3.   | Antofagasta (Sucre)  | 6  | 1  | 1  | 4  | 16 | 23 | -7   | 4    |
| 4.   | Joyas Sport (Pando)  | 6  | 0  | 3  | 3  | 16 | 22 | -6   | 3    |

| San Martin  | 6 – 4 | Victor Muriel | Los Chapacos Tarija        | 15 de julio | 20:00 |
| Antofagasta | 3 – 3 | Joyas Sport   | Jorge Revilla Aldana Sucre | 16 de julio | 20:30 |

| Joyas Sport   | 3 – 3 | San Martin  | Alfredo Huary Pando | 29 de julio | 20:00 |
| Victor Muriel | 4 – 1 | Antofagasta |                     | 29 de julio |       |

| San Martin    | 3 – 1 | Antofagasta |  |  |  |
| Victor Muriel | 5 – 1 | Joyas Sport |  |  |  |

| Victor Muriel | 2 – 3 | San Martin  |  | 5 de agosto |  |
| Joyas Sport   | 4 – 5 | Antofagasta |  | 5 de agosto |  |

| San Martin  | 4 – 3 | Joyas Sport   |  |              |  |
| Antofagasta | 4 – 5 | Victor Muriel |  | 12 de agosto |  |

| Antofagasta | 2 – 4 | San Martin    |  |  |  |
| Joyas Sport | 2 – 2 | Victor Muriel |  |  |  |

#### Grupo B
| Pos. | Equipos                             | PJ | PG | PE | PP | GF | GC | Dif. | Pts. |
| ---- | ----------------------------------- | -- | -- | -- | -- | -- | -- | ---- | ---- |
| 1.   | Fantasmas Morales Moralitos (Oruro) | 6  | 5  | 0  | 1  | 26 | 20 | +6   | 15   |
| 2.   | Petrolero (Yacuiba)                 | 6  | 4  | 1  | 1  | 33 | 16 | +17  | 13   |
| 3.   | Universitario (Sucre)               | 6  | 1  | 1  | 4  | 19 | 30 | -11  | 4    |
| 4.   | La Prensa (Yacuiba)                 | 6  | 1  | 0  | 5  | 33 | 34 | -12  | 3    |

| Universitario | 1 – 3 | Fantasmas Morales M. | Jorge Revilla Aldana Sucre    | 15 de julio | 20:00 |
| Petrolero     | 7 – 3 | La Prensa            | Margo Quevedo Yacuiba, Tarija | 16 de julio | 20:00 |

| Fantasmas Morales M. | 4 – 2 | Petrolero     | Eduardo Leclere Polo Oruro    | 22 de julio | 20:00 |
| La Prensa            | 0 – 4 | Universitario | Margo Quevedo Yacuiba, Tarija | 22 de julio | 20:00 |

| Petrolero | 8 – 2 | Universitario        |  | 29 de julio |  |
| La Prensa | 3 – 4 | Fantasmas Morales M. |  | 29 de julio |  |

| Petrolero     | 4 – 0 | Fantasmas Morales M. |  | 13 de agosto |  |
| Universitario | 4 – 7 | La Prensa            |  | 13 de agosto |  |

| La Prensa            | 3 – 8 | Petrolero     |  |  |  |
| Fantasmas Morales M. | 8 – 4 | Universitario |  |  |  |

| Universitario        | 4 – 4 | Petrolero |  |  |  |
| Fantasmas Morales M. | 7 – 6 | La Prensa |  |  |  |

#### Grupo C
| Pos. | Equipos                       | PJ | PG | PE | PP | GF | GC | Dif. | Pts. |
| ---- | ----------------------------- | -- | -- | -- | -- | -- | -- | ---- | ---- |
| 1.   | Deportivo Concepción (Potosí) | 6  | 5  | 0  | 1  | 29 | 14 | +15  | 15   |
| 2.   | Agua Santa (Oruro)            | 6  | 5  | 0  | 1  | 30 | 21 | +9   | 15   |
| 3.   | Adutoys (La Paz)              | 6  | 1  | 0  | 5  | 23 | 33 | -10  | 3    |
| 4.   | Lizondo (Sucre)               | 6  | 1  | 0  | 5  | 21 | 35 | -14  | 3    |

| Agua Santa      | 6 – 4 | Lizondo | Eduardo Leclere Polo Oruro | 16 de julio | 20:00 |
| Dep. Concepción | 4 – 2 | Adutoys | Ciudad de Potosí Potosí    | 16 de julio | 20:00 |

| Adutoys | 6 – 7 | Agua Santa      | Julio Borelli Viteritto La Paz | 22 de julio | 20:00 |
| Lizondo | 2 – 6 | Dep. Concepción | Jorge Revilla Aldana Sucre     | 22 de julio | 20:00 |

| Agua Santa | 4 – 3 | Dep. Concepción |  | 29 de julio |  |
| Lizondo    | 7 – 5 | Adutoys         |  | 29 de julio |  |

| Agua Santa      | 6 – 1 | Adutoys |  | 13 de agosto |  |
| Dep. Concepción | 6 – 2 | Lizondo |  | 13 de agosto |  |

| Lizondo | 3 – 6 | Agua Santa      |  |  |  |
| Adutoys | 3 – 6 | Dep. Concepción |  |  |  |

| Dep. Concepción | 4 – 1 | Agua Santa |  |  |  |
| Adutoys         | 6 – 3 | Lizondo    |  |  |  |

#### Grupo D
| Pos. | Equipos                  | PJ | PG | PE | PP | GF | GC | Dif. | Pts. |
| ---- | ------------------------ | -- | -- | -- | -- | -- | -- | ---- | ---- |
| 1.   | Proyecton Latin (La Paz) | 6  | 4  | 1  | 1  | 20 | 18 | +2   | 13   |
| 2.   | CRE (Santa Cruz)         | 6  | 4  | 0  | 2  | 19 | 12 | +7   | 12   |
| 3.   | Wolf Sport (La Paz)      | 6  | 2  | 2  | 2  | 17 | 17 | 0    | 8    |
| 4.   | Nantes (Tarija)          | 6  | 0  | 1  | 5  | 17 | 26 | -9   | 1    |

| Proyecto Latin | 4 – 4 | Wolf Sport |  | 5 de agosto |  |
| CRE            | 5 – 1 | Nantes     |  | 5 de agosto |  |

| Nantes     | 5 – 6 | Proyecto Latin | Los Chapacos Tarija               | 22 de julio | 20:00 |
| Wolf Sport | 5 – 0 | CRE            | Heroes de Octubre El Alto, La Paz | 22 de julio | 20:00 |

| Proyecto Latin | 2 – 0 | CRE        |  | 29 de julio |  |
| Nantes         | 2 – 2 | Wolf Sport |  | 29 de julio |  |

| Wolf Sport | 1 – 2 | Proyecto Latin |  | 12 de agosto |  |
| Nantes     | 2 – 4 | CRE            |  | 12 de agosto |  |

| Proyecto Latin | 6 – 5 | Nantes     |  |  |  |
| CRE            | 7 – 2 | Wolf Sport |  |  |  |

| CRE        | 3 – 0 | Proyecto Latin |  |  |  |
| Wolf Sport | 3 – 2 | Nantes         |  |  |  |

## Segunda Fase
Los 8 equipos clasificados se dividieron en 2 grupos de 4 equipos, los dos mejores de cada grupo accederán a las semifinales del torneo para definia a los finalistas en partidos de ida y vuelta. 
Los dos grupos están divididos de la siguiente manera:

#### Grupo A
| Pos. | Equipos                       | PJ | PG | PE | PP | GF | GC | Dif. | Pts. |
| ---- | ----------------------------- | -- | -- | -- | -- | -- | -- | ---- | ---- |
| 1.   | Petrolero (Yacuiba)           | 6  | 3  | 1  | 2  | 22 | 19 | +3   | 10   |
| 2.   | CRE (Santa Cruz)              | 6  | 3  | 1  | 2  | 14 | 17 | -3   | 10   |
| 3.   | San Martin (Tarija)           | 6  | 2  | 1  | 3  | 23 | 17 | +6   | 7    |
| 4.   | Deportivo Concepción (Potosí) | 6  | 2  | 1  | 3  | 20 | 26 | -6   | 7    |

| San Martin           | 6 – 0 | Petrolero |  | 10 de septiembre | 19:00 |
| Deportivo Concepción | 2 – 4 | CRE       |  | 10 de septiembre | 21:00 |

| Petrolero | 8 – 1 | Deportivo Concepción |  | 16 de septiembre | 21:00 |
| CRE       | 2 – 1 | San Martin           |  | 17 de septiembre | 21:00 |

| San Martin | 3 – 3 | Deportivo Concepción |  | 21 de octubre | 19:00 |
| Petrolero  | 2 – 2 | CRE                  |  | 22 de octubre | 21:00 |

| Petrolero | 7 – 5 | San Martin           | Margoth Quevedo | 22 de noviembre | 19:00 |
| CRE       | 4 – 6 | Deportivo Concepción | Warnes          | 22 de noviembre |       |

| Deportivo Concepción | 3 – 4 | Petrolero | Villa de los Niños Potosí | 4 de noviembre  | 21:00 |
| San Martin           | 5 – 0 | CRE       | Los Chapacos              | 18 de noviembre | 21:00 |

| Deportivo Concepción | 5 – 3 | San Martin | Villa de los Niños Potosí | 11 de noviembre      | 19:00 |
| CRE                  | 2 – 1 | Petrolero  | Warnes                    | 25 o 26 de noviembre |       |

#### Grupo B
| Pos. | Equipos                             | PJ | PG | PE | PP | GF | GC | Dif. | Pts. |
| ---- | ----------------------------------- | -- | -- | -- | -- | -- | -- | ---- | ---- |
| 1.   | Fantasmas Morales Moralitos (Oruro) | 6  | 5  | 1  | 0  | 28 | 13 | +15  | 16   |
| 2.   | Victor Muriel (Cbba)                | 6  | 3  | 1  | 2  | 28 | 28 | 0    | 10   |
| 3.   | Proyecto Latin (La Paz)             | 6  | 2  | 0  | 4  | 18 | 30 | -12  | 6    |
| 4.   | Agua Santa (Oruro)                  | 6  | 1  | 0  | 5  | 17 | 20 | -3   | 3    |

| Proyecto Latin       | 3 – 8 | Victor Muriel | Julio Borelli Viteritto La Paz | 9 de septiembre | 19:00 |
| Fantasmas Morales M. | 1 – 0 | Agua Santa    | Eduardo Leclere Polo Oruro     | 9 de septiembre | 21:00 |

| Proyecto Latin | 1 – 3 | Fantasmas Morales M. | Julio Borelli Viteritto La Paz | 16 de septiembre | 19:00 |
| Agua Santa     | 6 – 2 | Victor Muriel        | Eduardo Leclere Polo Oruro     | 17 de septiembre | 19:00 |

| Agua Santa    | 1 – 2 | Proyecto Latin       | Eduardo Leclere Polo Oruro | 21 de octubre | 21:00 |
| Victor Muriel | 3 – 3 | Fantasmas Morales M. | Evo Morales Cochabamba     | 22 de octubre | 19:00 |

| Victor Muriel | 6 – 4 | Proyecto Latin       | Evo Morales Cochabamba     |                |       |
| Agua Santa    | 2 – 5 | Fantasmas Morales M. | Eduardo Leclere Polo Oruro | 4 de noviembre | 21:00 |

| Fantasmas Morales M. | 8 – 3 | Proyecto Latin | Eduardo Leclere Polo Oruro | 29 de octubre |       |
| Victor Muriel        | 5 – 4 | Agua Santa     | Evo Morales Cochabamba     | 28 de octubre | 21:00 |

| Proyecto Latin       | 5 – 4 | Agua Santa    | Julio Borelli Viteritto La Paz | 18 de noviembre | 19:00 |
| Fantasmas Morales M. | 8 – 4 | Victor Muriel | Eduardo Leclere Polo Oruro     |                 |       |

## Fase Final
La segunda fase de la Liga Nacional de Futsal contará con los 8 equipos clasificados de la primera ronda. Las llaves se jugarán con un ida y vuelta donde no contará con la diferencia de gol, es decir de haber empate en puntos se irá primeramente a una prórroga y de persistir el empate se recurrirá a la tanda de los penales.

### Cuadro
|  | Semifinales | Semifinales                         | Semifinales | Semifinales                                 |   |    | Finales             | Finales | Finales | Finales |  |
|  |             |                                     |             |                                             |   |    |                     |         |         |         |  |
|  |             |                                     |             |                                             |   |    |                     |         |         |         |  |
|  | 1A          | Petrolero (Yacuiba) (t. s.)         | 3           | 2                                           |   |    |                     |         |         |         |  |
|  | 1A          | Petrolero (Yacuiba) (t. s.)         | 3           | 2                                           |   |    |                     |         |         |         |  |
|  | 2B          | Victor Muriel (Cbba)                | 1           | 4                                           |   |    |                     |         |         |         |  |
|  | 2B          | Victor Muriel (Cbba)                | 1           | 4                                           |   | 1A | Petrolero (Yacuiba) | 2       | 5       |         |  |
|  |             |                                     |             |                                             |   | 1A | Petrolero (Yacuiba) | 2       | 5       |         |  |
|  |             |                                     | 1B          | Fantasmas Morales Moralitos (Oruro) (t. s.) | 4 | 4  |                     |         |         |         |  |
|  | 1B          | Fantasmas Morales Moralitos (Oruro) | 1B          | Fantasmas Morales Moralitos (Oruro) (t. s.) | 4 | 4  | 2                   | 4       |         |         |  |
|  | 1B          | Fantasmas Morales Moralitos (Oruro) |             |                                             |   |    | 2                   | 4       |         |         |  |
|  | 2A          | CRE (Santa Cruz)                    | 2           | 3                                           |   |    |                     |         |         |         |  |
|  | 2A          | CRE (Santa Cruz)                    | 2           | 3                                           |   |    |                     |         |         |         |  |
|  |             |                                     |             |                                             |   |    |                     |         |         |         |  |

- Nota: En cada llave, el equipo que figura en la parte superior de la llave ejerce la localía en el partido de vuelta.

## Cronología
| Predecesor: Libofutsal 2021 | Libofutsal 2022 | Sucesor: Libofutsal 2023 |

- Datos: Q115476409